# Mathias Le Turnier
Pour les articles homonymes, voir Turnier.
Mathias Le Turnier, né le 14 mars 1995 à Audenge (Gironde), est un coureur cycliste français.

## Biographie
Mathias Le Turnier est formé au VC Bazas Bernos-Beaulac dès l'âge de 9 ans.
En 2017, il passe professionnel au sein de la formation nordiste Cofidis, qui l'engage pour deux ans.
Non conservé par Cofidis, il rejoint l'équipe Delko en 2021, dont le siège est à Marseille.

## Palmarès sur route

### Par année
- 2013
  - 3e du championnat de France sur route juniors
- 2015
  - 2e de la Route d'Or du Poitou
  - 3e de Vassivière-Feytiat
- 2016
  - Classement général du Tour de Mareuil-Verteillac-Ribérac
  - 2e du Circuit de l'Essor
  - 2e de la Ronde de l'Isard
  - 2e du Tour de Gironde
- 2023
  - 3e étape du Tour du Beaujolais

### Résultats sur les grands tours

#### Tour d'Italie
1 participation
- 2020 : 80e

#### Tour d'Espagne
1 participation
- 2018 : 110e

### Classements mondiaux
| Année                                 | 2016 | 2017 | 2018  | 2019  | 2020  | 2021 | 2022 | 2023  |
| ------------------------------------- | ---- | ---- | ----- | ----- | ----- | ---- | ---- | ----- |
| Classement mondial                    | 933e | 922e | 1124e | 1122e | 1927e | nc   | nc   | 3295e |
| UCI Europe Tour                       | 614e | 684e | 705e  | 793e  | 1409e | nc   | nc   | nc    |
|                                       |      |      |       |       |       |      |      |       |
| Légende : nc = non classéSource : UCI |      |      |       |       |       |      |      |       |

## Palmarès sur piste

### Championnats de France
- 2012
  -  Champion de France de poursuite par équipes juniors (avec Clément Barbeau, Thomas Boudat et Lucas Destang)
- 2013
  - 3e de la poursuite par équipes juniors